# Pooja Chitgopekar
Pooja Chitgopekar (sinh năm 1985) đại diện cho Ấn Độ tại cuộc thi sắc đẹp quốc tế Hoa hậu Trái Đất 2007 vào ngày 11 tháng 11 năm 2007 và đoạt vương miện Hoa hậu Không khí (tương đương Á hậu 1).</rep>Kesharwani, Manoj (ngày 19 tháng 10 năm 2007). "Pooja Chitgopekar". Times of India. Truy cập ngày 20 tháng 9 năm 2012.</ref>.Cô đã học ở một trong những trường tư thục hàng đầu, Trường dành cho nữ giáo phận ở Auckland.
Cô đã đoạt vương miện Hoa hậu Trái Đất Ấn Độ, một trong ba danh hiệu hàng năm của cuộc thi Hoa hậu Ấn Độ; hai danh hiệu còn lại thuộc về Hoa hậu Hoàn vũ Ấn Độ Puja Gupta và Hoa hậu Thế giới Ấn Độ Sarah Jane Dias. Cô được trao vương miện bởi Amruta Patki, Á hậu 1 (Hoa hậu Không khí) Hoa hậu Trái Đất 2006. Chiến thắng của cô đã tạo nên kỷ lục của Ấn Độ khi hai lần liên tiếp đoạt vương miện Hoa hậu Không khí.
Pooja nhận bằng Cử nhân Y khoa và Phẫu thuật tương xứng với MD từ Đại học Auckland vào năm 2011.
Ngày 7 tháng 1 cùng năm, cô đã kết hôn với Vikram Kumar, Phó Chủ tịch AVG Advanced Technologies ở Chicago, IL. Their wedding took place in Auckland, New Zealand. Cô hiện đang làm việc trong ngành Da liễu.